# Faktor V – Leiden
Faktor V – Leiden (FVL)  je najšire rasprostranje nasljedni faktor rizika za trombofiliju odnosno za stvaranje krvnog ugruška i razvijanje tromboze. Faktor V Leiden je nazvan po gradu Leidenu u Nizozemskoj - mjestu ovog znanstvenog otkrića. FVL nastaje kroz proces male promjene - točkaste mutacije (punktmutacije) u materijalu naslijeđa faktora zgrušavanja V (punkt= točka; U biologiji se punktmutacijom naziva gen-mutacija kod koje se promjene događaju samo na jednoj jedinoj nukleinskoj bazi). Radi se o jednom proteinu (bjelančevini) koji ima značajnu ulogu u procesu zgrušavanja krvi. Faktor-V-Leiden je dakle jedna varijanta faktora koagulacije V, kod koga je na poziciji 506 jedan Guanin (G) zamijenjen Adeninom (A). Promjena je na poziciji razdvajanja na faktoru V za aktiviranje proteina C. 
U normalnim uvjetima faktor V će uz učešće proteina C (aPC) u procesu proteolize biti razgrađen (proteoliza je proces razgradnje proteina). Kroz promjenu strukture, faktor V - Leiden je postao rezistentan protiv dijeljenje (cijepanja) od strane aktiviranog proteina C. Protein C u koagulacijskoj kaskadi ima zadatak da zajedno s kofaktorom proteinom S spriječi prekomjerno snažnu koagulacijsku reakciju. Kroz mutaciju na faktoru V na mjestu vezanja (pristajanja) aktiviranog proteina C, aktivirani faktor koagulacije V će se znatno sporije razgrađivati. Zbog toga će postojati znatno veća mogućnost razvijanja tromboze, pogotovo kod mladih pacijenata (20 –40 godina aPC rezistencija je odgovorna za 30% svih tromboza). Kod oralnog uzimanja kontraceptivnih sredstava rizik kod homozigotnih žena poveća je za oko 200 puta.
FVL je 1993.g. prvi opisao nizozemski liječnik Bjorn Dalchbäck. On je već 1989. godine kod jednog mladog muškarca uočio neobično veliku učestalost tromboza. Posebno je bilo interesantno da su i najbliži srodnici ovog čovjeka već oboljevali od tromboza. Za preciznije ispitivanje krvnih proba čitave porodice trebalo je prvo razviti nove metode pretrage. Na kraju se uspjela dokazati karakteristična točkasta mutacija vezana za koagulacijski faktor V. 
Faktor koagulacije V (u literaturi još označen i kao: proakcelerin ili jednostavno faktor V) je protein koji sudjeluje u procesima koagulacije. Za razliku od drugih faktora koagulacije on nema nikakvu enzimatsku funkciju. On sudjeluje samo kao kofaktor. Ovaj protein ima molekularnu masu od 27 kDa i pripada grupi a globulina. Njegova plazmatska koncentracija iznosi ca. 10 mg/dl. Pretpostavlja se da se on sintetizira u jetri.

## Dijagnosticiranje FVL
U cilju dijagnosticiranja FVL mutacije danas je moguće genetsku promjenu (mutaciju) direktno dokazati u supstanci naslijeđa - DNK. Uz pomoć DNK sekvenciranja bit će očitan redoslijed baznih parova u genu koji kodira sintezu faktora V. Toćkasta mutacija će biti uočena tako što će se na mjestu mutacije umjesto Guanina (G) uočiti Adenin (A). Znači, radi se o faktoru V - Leiden (FVL).
Pošto je metoda direktnog dokazivanja vrlo skupa koristi se u dijagnostici jedan mnogo jeftiniji postupak. Pritom se koristi krvni uzorak pacijenta. Tako dobivena koncentracija genetskog materijala je nedostatna za direktno dokazivanja, pa je kao prvo potrebno supstancu naslijeđa umnožiti. To se odvija u polimeraze lančanoj reakciji (PCR). Nakon toga će traženi gen u kemijskom procesu uz pomoć restrikcijskih enzima biti podijeljen na lance nukleinskih kiselina različitih dužina. Nakon toga će dužina nukleinskih kiselina biti izmjerena u procesu gel elektroforeze.
Kod jedne zdrave osobe uočit će se drugačija uzorak nego kod homozigotnog nosioca FVL-mutacije.

## Nasljeđivanje FVL mutacija
FVL mutacije su autosomane i bivaju dominantno naslijeđene (autosomanim u genetici označavamo kromosome koji ne pripadaju kromosomima spola). To znači da osobe koje su FVL- mutaciju naslijedile samo od jednog roditelja imaju već 5 do 10 puta veću vjerojatnost razvijanja tromboze. Ako oba roditelja prenose na dijete FVL mutaciju kod djeteta će postojati 50-100 puta veća vjerojatnosta obolijevanja od tromboze.
Procjenjuje se da je u Europi oko 5% stanovništva nosilac FVL mutacije samo od jednog roditelja. Kod oko 0,05 do 0,5% oboljenje je naslijeđeno i od oca i majke.
Indikacije za ispitivanje da li je naslijeđena FVL-mutacija:
- pacijenti s trombozom
- obiteljski uočena trombofilija
- pacijenti s aPC rezistencijom omjer < 2,0
- uzimanje oralnih kontraceptivnih sredstava posebno ako postoje i drugi faktori rizika kao što su debljina, pušenje, oboljenja metabolizma
- oralna supstitucijska estrogena u menopauzi